# Марчиці
Марчиці (пол. Marczyce, нім. Märzdorf) — село в Польщі, у гміні Подґужин Єленьоґурського повіту Нижньосілезького воєводства.
Населення — 185 осіб (2011).
У 1975-1998 роках село належало до Єленьоґурського воєводства.

## Демографія
Демографічна структура станом на 31 березня 2011 року:
|          | Загалом | Допрацездатний вік | Працездатний вік | Постпрацездатний вік |
| -------- | ------- | ------------------ | ---------------- | -------------------- |
| Чоловіки | 85      | 12                 | 66               | 7                    |
| Жінки    | 100     | 16                 | 60               | 24                   |
| Разом    | 185     | 28                 | 126              | 31                   |